# 目黒信用金庫
目黒信用金庫（めぐろしんようきんこ、英語：Meguro Shinkin Bank）とは、東京都目黒区に本店を置く信用金庫である。

## 沿革
- 1923年（大正12年）8月 - 有限責任目黒信用組合として設立。
- 1953年（昭和28年）6月 - 目黒信用金庫に改組。
- 2001年（平成13年） - わかば信用金庫から荏原支店を譲渡。
- 2022年（令和4年）2月21日 - この日から磁気の影響を受けにくい新しい通帳（Hi-Co通帳）を取扱開始した(Hi-Co通帳に対応していない信用金庫ATMではHi-Co通帳は使えない。) [1]。

## 経営方針
不況により地域サービスを縮小させる信用金庫がある中で、目黒信用金庫は利益よりも地域貢献を優先した営業方針（信用金庫に求められる役割）を維持している。

### 3つの0（ゼロ）の約束
地域密着型金融への取組みとして、3つの「ゼロ」を約束している。
1. 店舗統廃合「０」の約束
2. 渉外比率（渉外人員 / 職員数）減少「０」の約束
3. ＡＴＭ手数料「０」円の約束